# Monika Springl
Monika Springl (23 aprile 1987) è un'ex sciatrice alpina tedesca che gareggiò prevalentemente in Coppa Europa.

## Biografia
Sciatrice polivalente originaria di Schellenberg di Ottobeuren e attiva in gare FIS dal dicembre del 2002, la Springl esordì in Coppa Europa il 21 gennaio 2004 nella discesa libera di Innerkrems, piazzandosi 60ª, e in Coppa del Mondo il 20 gennaio 2006 nel supergigante di Sankt Moritz, senza concludere la gara.
Nel 2007-2008 in Coppa Europa la sciatrice bavarese disputò una stagione ai massimi livelli, conquistando tutti i suoi dieci podi nel circuito (dal primo del 9 novembre a Neuss-Bottrop in slalom speciale indoor, 2ª, all'ultimo nel supergigante di Haus del 6 marzo, 3ª) con due vittorie: il 27 novembre a Rovaniemi in slalom speciale e il 5 marzo a Haus in discesa libera. A fine stagione risultò 2ª nella classifica generale, preceduta solo dalla svizzera Lara Gut. Sempre nel 2008 in Coppa del Mondo conquistò il suo miglior piazzamento in carriera, il 5 gennaio nello slalom speciale di Špindlerův Mlýn (13ª) e disputò la sua ultima gara, lo slalom speciale di Zagabria Sljeme del 15 febbraio, che non completò.
Pochi giorni prima dell'inizio della stagione 2008-2009 si infortunò al ginocchio, incidente che la costrinse a perdere tutto l'annata e a tornare alle gare solo nel novembre del 2009. il 12 febbraio 2010 disputò a Lenggries in slalom speciale la sua ultima gara di Coppa Europa, senza classificarsi; continuò a prendere parte a prove minori (campionati nazionali, gare FIS) fino al definitivo ritiro, nel gennaio del 2011. In carriera non prese parte né a rassegne olimpiche né iridate.

## Palmarès

### Coppa del Mondo
- Miglior piazzamento in classifica generale: 102ª nel 2008

### Coppa Europa
- Miglior piazzamento in classifica generale: 2ª nel 2008
- 10 podi:
  - 2 vittorie
  - 7 secondi posti
  - 1 terzo posto

#### Coppa Europa - vittorie
| Data             | Località  | Paese     | Specialità |
| ---------------- | --------- | --------- | ---------- |
| 27 novembre 2007 | Rovaniemi | Finlandia | SL         |
| 5 marzo 2008     | Haus      | Austria   | DH         |

Legenda:

DH = discesa libera

SL = slalom speciale

### Campionati tedeschi
- 7 medaglie[1]:
  - 1 oro (supergigante nel 2007)
  - 1 argento (slalom gigante nel 2007)
  - 5 bronzi (discesa libera, supergigante nel 2006; supercombinata nel 2007; supergigante, supercombinata nel 2008)